# Catedral-Basílica de Nossa Senhora do Pilar
A Catedral-Basílica de Nossa Senhora do Pilar, no centro da cidade de Saragoça, é o maior templo barroco de Espanha. Juntamente com a Catedral do Salvador, situada na mesma praça, a Praça de Nossa Senhora do Pilar, é uma das duas sés da Arquidiocese de Saragoça.
De acordo com a história, a basílica fica no exato local onde Maria, mãe de Jesus, teria surgido ao apóstolo Santiago, em cima de um pilar ou coluna, quando este andava a pregar aos povos da Península Ibérica.

## História
O apóstolo Santiago encontrava-se em Caesaraugusta, nas margens do rio Ebro, junto a um pequeno grupo de convertidos que tinham escutado e acreditado na sua pregação. Ainda assim, os restantes cesaraugustanos não acreditavam no apóstolo, pelo que este começou a perder forças e a questionar-se sobre se teria sentido continuar a espalhar a mensagem de Jesus nesta terra. Quando a sua fraqueza pelo desânimo lhe fez perder o seu valor, viu Maria, a mãe de Jesus, rodeada de anjos que vinham desde Jerusalém para confortá-lo e renovar os seus ânimos. A Santíssima Virgem entregou a Santiago o Pilar, a coluna de jaspe que hoje sustenta a sua imagem, como símbolo da força que devia ter a sua fé. Este episódio ocorreu na madrugada do dia 2 de janeiro do ano 40. Maria conversou com Santiago e encarregou-o de levantar um templo sobre a Coluna ou Pilar que trouxe, convertendo-se assim no primeiro santuário mariano da cristandade.

## Datas importantes
Rodeando o pilar, a imagem da Virgem veste todos os dias um dos muitos mantos oferecidos pelos fiéis, instituições e associações. Nos dias 2, 12 e 20 de cada mês a imagem aparece sobre a coluna sem o manto, devido às seguintes comemorações:
- 2 de Janeiro — Festa da Vinda da Virgem
- 12 de Outubro — Festa do Pilar
- 20 de Maio — Festa da coroação canônica (em 1905)